# Отрадне (сільське поселення)
Сільське поселення Отрадне (рос. Сельское поселение Отра́дненское) Красногорського району Московської області РФ об'єднує селище Отрадне Московської області та навколишні села.

## Склад
До складу сільського поселення Отрадне входять селища Отрадне, Світлі гори, села Ангелово, Аристово, Гаврилково, Коростово, Мар'їно, Путилково, Сабурово

## Герб і прапор
Сільське поселення Отрадне має власну символіку: прапор, герб та гімн.